# Charles Maurice Le Tellier
Charles Maurice Le Tellier (Turín 1642 † 22 de febrero de 1710). Fue un arzobispo francés en la ciudad de Reims. Su padre fue el canciller Michel Le Tellier y su hermano François Michel Le Tellier de Louvois , ambos ministros de Luis XIV de Francia.

## Biografía
Desde su niñez se planeó para él una carrera eclesiástica. Desde el momento de su ordenación, expresó fuertes puntos de vista galicanos. A los 25 años fue nombrado coadjutor de Langres, posteriormente de Antonio Barberini, arzobispo de Reims, y luego como titular en Reims. Estudió para la Iglesia, se doctoró en Teología en la Sorbona y fue ordenado sacerdote en 1666. Otros honores incluyeron su nombramiento como consejero de estado en 1679 y comandante de la Orden del Espíritu Santo en 1688.
Como galicano muy activo, se opuso a los jesuitas. Presidió la asamblea general del clero francés en 1700. La mayoría de sus escritos tratan sobre la administración diocesana, pero también escribió contra los jansenitas. Su administración estuvo marcada por el celo y el éxito en las líneas de la educación popular, formación de clérigos, organización parroquial restauración de la disciplina eclesiástica y extirpación del protestantismo del distrito en Sedán (Ardenas). La importancia de su sede junto con el favor real lo llevaron al frente en los asuntos de la Iglesia en Francia. Como secretario de la Petite Assembleé de 1681, informó a favor del rey y en contra del papa en todos los puntos en disputa: la extensión de la reclamación real llamada régale, la colocación por la fuerza de una abadesa cisterciense sobre las monjas agustinas de Chavonne, y la expulsión de los vicarios capitulares de Pamiers elegidos canónicamente. La famosa Asamblea Galicana de 1682 fue convocada por sugerencia suya. Elegido presidente , hizo que los obispos respaldaran la política real de usurpación de los asuntos eclesiásticos, e incluso recordó al papa con miras a hacerle aceptar el régale. Su relativa moderación en el asunto de las cuatro proposiciones galicanas se debió a Jacques-Bénigne Bossuet, quien señaló que "la gloria de la regalé solo sería oscurecida por esas odiosas proposiciones".
En 1689, Françoise de Chavigny de La Bretonnière publicó en Holanda Le Cochon mitré («El cerdo mitrado»), una violenta sátira contra el arzobispo Le Tellier. El escritor fue apresado, desterrado al Monte Saint-Michel y encerrado en una jaula de hierro.
Le Tellier es recordado como un administrador exitoso, un orador de cierto mérito, un promotor de letras, un protector de San Juan Bautista de La Salle, Jean Mabillon, Thierry Ruinart, etc., y un amigo íntimo de Bossuet, a quien consagró y visitó en sumlecho de muerte, y a quien indujo a escribir la "Oraison funébre de Michel Le Tellier". Sus manuscritos, en sesenta volúmenes, se encuentran en la Biblioteca Nacional de Francia, y su biblioteca de 50 000 volúmenes en la Biblioteca de Santa Genoveva.